# Red Hat Linux
Red Hat Linux va ser una distribució comercial de Linux de codi obert àmpliament utilitzada creada per Red Hat fins a la seva interrupció el 2004.
Les primeres versions de Red Hat Linux es van anomenar Red Hat Commercial Linux. Red Hat va publicar el primer llançament no beta el maig de 1995. Va ser la primera distribució de Linux que va utilitzar el gestor de paquets RPM com a format d'embalatge i, amb el temps, ha servit de punt de partida per a diverses altres distribucions, com ara Mandriva Linux i Yellow Dog Linux.
El 2003, Red Hat va suspendre la línia Red Hat Linux a favor de Red Hat Enterprise Linux (RHEL) per a entorns empresarials. Fedora Linux, desenvolupat pel projecte Fedora, recolzat per la comunitat i patrocinat per Red Hat, és una alternativa gratuïta pensada per a ús domèstic. Red Hat Linux 9, la versió final, va arribar al final de la seva vida oficial el 30 d'abril de 2004, tot i que el projecte Fedora Legacy va publicar actualitzacions fins al 2006 fins que les actualitzacions es van suspendre a principis de 2007.

## Característiques
La versió 3.0.3 va ser una de les primeres distribucions de Linux que va donar suport als binaris ELF (Executable and Linkable Format) en lloc del format anterior a.out.
Red Hat Linux va introduir un instal·lador gràfic anomenat Anaconda desenvolupat per Ketan Bagal, pensat per ser fàcil d'utilitzar per als novells, i que des de llavors ha estat adoptat per algunes altres distribucions de Linux. També va introduir una eina integrada anomenada Lokkit per configurar les capacitats del tallafoc.
A la versió 6, Red Hat es va traslladar a glibc 2.1, egcs-1.2 i al nucli 2.2. Va ser la primera versió que va utilitzar el GNOME com a entorn gràfic predeterminat. També va introduir Kudzu, una biblioteca de programari per al descobriment i configuració automàtics de maquinari.
La versió 7 es va publicar com a preparació per al nucli 2.4, tot i que la primera versió encara utilitzava el nucli 2.2 estable. Glibc es va actualitzar a la versió 2.1.92, que era una beta de la propera versió 2.2 i Red Hat va utilitzar una versió pedaçada de GCC de CVS que van anomenar "2.96". La decisió d'enviar una versió GCC inestable es va deure al mal rendiment de GCC 2.95 en plataformes que no són i386, especialment DEC Alpha. Els GCC més nous també havien millorat el suport per a l'estàndard C++, fet que va provocar que gran part del codi existent no es compileu.
En particular, l'ús d'una versió no publicada de GCC va causar algunes crítiques, per exemple de Linus Torvalds i el Comitè de Direcció del GCC; Red Hat es va veure obligat a defensar aquesta decisió. GCC 2.96 no va poder compilar el nucli de Linux i algun altre programari utilitzat a Red Hat, a causa de controls més estrictes. També tenia un C++ ABI incompatible amb altres compiladors. La distribució incloïa una versió anterior de GCC per compilar el nucli, anomenada "kgcc".
A partir de Red Hat Linux 7.0, UTF-8 estava habilitat com a codificació de caràcters predeterminada per al sistema. Això va tenir poc efecte en els usuaris de parla anglesa, però va permetre una internacionalització molt més fàcil i un suport perfecte per a diversos idiomes, inclosos els idiomes ideogràfics, bidireccionals i complexos juntament amb els idiomes europeus. Tanmateix, això va provocar algunes reaccions negatives entre els usuaris d'Europa occidental existents, les configuracions heretades basades en ISO-8859 es van trencar amb el canvi.
La versió 8.0 també va ser la segona a incloure el tema d'escriptori Bluecurve. Va utilitzar un tema comú per als escriptoris GNOME-2 i KDE 3.0.2, així com per a OpenOffice-1.0. Els membres del KDE no van apreciar el canvi, al·legant que no era en el millor interès del KDE.
La versió 9 donava suport a la biblioteca de fils nadiu POSIX, que va ser portada als nuclis de la sèrie 2.4 per Red Hat.
Red Hat Linux no tenia moltes funcions a causa de possibles problemes de copyright i patents. Per exemple, el suport MP3 es va desactivar tant a Rhythmbox com a XMMS; en canvi, Red Hat va recomanar utilitzar Ogg Vorbis, que no té patents. El suport MP3, però, es podria instal·lar després, mitjançant l'ús de paquets. També faltava suport per al sistema de fitxers NTFS de Microsoft, però també es podia instal·lar lliurement.

## Fedora Linux
Red Hat Linux es va desenvolupar originalment exclusivament dins de Red Hat, amb els únics comentaris dels usuaris a través dels informes d'errors i les contribucions als paquets de programari inclosos, no les contribucions a la distribució com a tal. Això es va canviar a finals de 2003 quan Red Hat Linux es va fusionar amb el projecte Fedora basat en la comunitat. El nou pla era extreure la major part de la base de codi de Fedora Linux en crear noves distribucions de Red Hat Enterprise Linux. Fedora Linux va substituir la versió original de descàrrega i venda al detall de Red Hat Linux. El model és similar a la relació entre Netscape Communicator i Mozilla, o StarOffice i OpenOffice.org, encara que en aquest cas el producte comercial resultant també és programari totalment lliure.